# Theater Wałbrzych

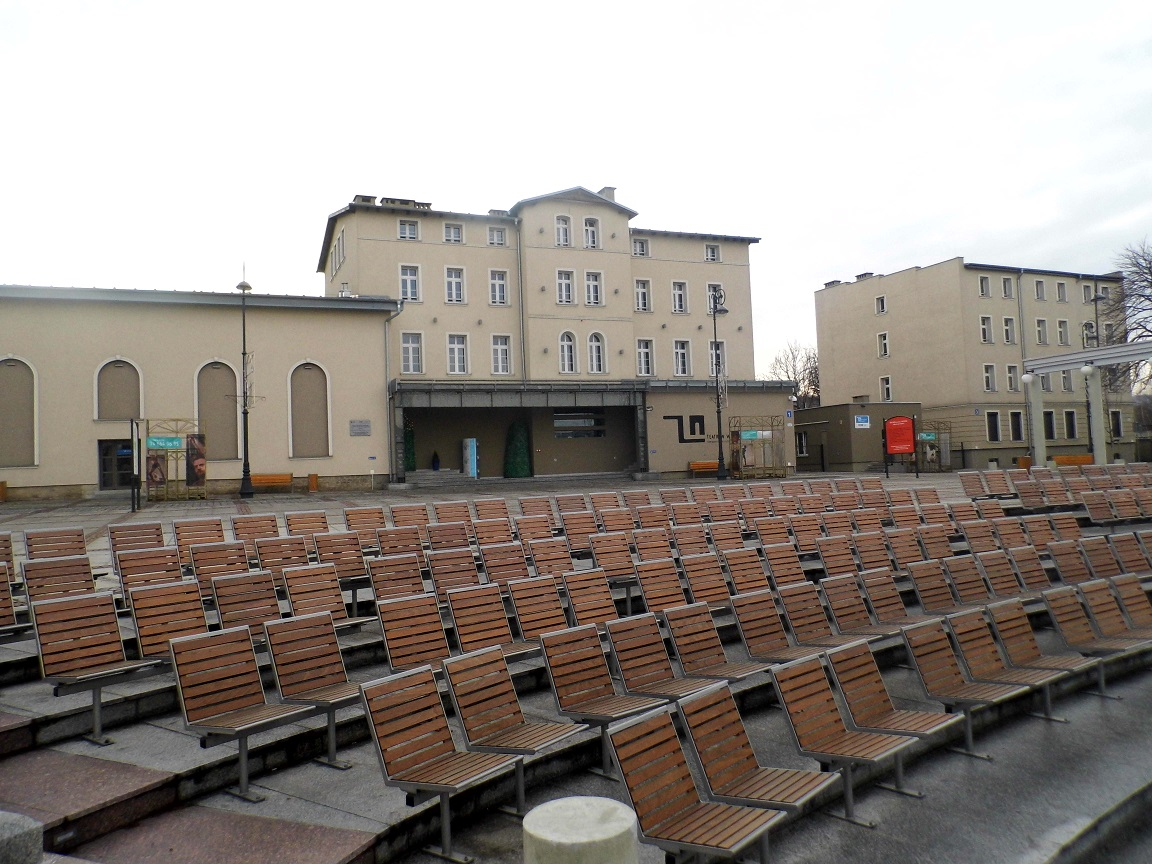

Das Theater Wałbrzych (polnisch Teatr Dramatyczny im. Jerzego Szaniawskiego w Wałbrzychu; Dramatisches Theater „Jerzy Szaniawski“ in Wałbrzych) ist das städtische Theater der niederschlesischen Stadt Wałbrzych (Waldenburg).
Das Theater ist nach dem polnischen Dramatiker Jerzy Szaniawski (1886–1970) benannt. Künstlerischer Schwerpunkt des Theaters sind Uraufführungen zeitgenössischer polnischer Dramatiker. Das Theater erlangte in jüngerer Zeit mit einem besonders progressiven Stil und als Sprungbrett für junge Theaterschaffende in Polen überregionale Bedeutung.

## Geschichte
Die Geschichte des Theaters kann in die Zeiträume bis 2002 und danach eingeteilt werden. Wałbrzych ist eine Stadt, deren Bevölkerung nach Ende des Zweiten Weltkrieges durch Vertreibung von Deutschen und Neuansiedlung von Polen zu großen Teilen ausgewechselt wurde und dabei in den ersten Nachkriegsjahren zu großen Teilen „entvölkert“ war. In dieser Stadt war das Theater die wichtigste kulturelle Institution in einem an Unterhaltungsangeboten sehr armen Umfeld. Bis 2002 nahm das Theater diese unterhaltende Funktion in einer mehr oder weniger traditionellen Weise wahr. Der Erfolg der künstlerischen Leitung wurde in erster Linie an den Zuschauerzahlen gemessen, die im Vergleich zu heutigen Verhältnissen enorm hoch waren.
Ab 2002 wandelte sich die Wałbrzycher Bühne zu einer der progressivsten und einflussreichsten Bühnen Polens. Zwar reagierte das Repertoire deutlich stärker als zuvor auf das gesellschaftliche Umfeld, nämlich einer vom Niedergang der Montanindustrie und dem gesellschaftlichen Wandel hart getroffenen Stadt, die Bearbeitung dieser brisanten Themen stieß allerdings bei Teilen des Wałbrzycher Publikums auf Ablehnung, während gleichzeitig das Interesse und Anerkennung des überregionalen Publikums und der Theaterkritik stark zunahmen.

### Die Anfangsjahre 1957–1960
Das Gebäude des Theaters war ursprünglich das Hotel „Herberge zur Heimat“ bevor es nach Ende des Ersten Weltkriegs in ein Krankenhaus für heimgekehrte Kriegsgefangene umgewandelt wurde. Nach dem Zweiten Weltkrieg diente das Gebäude zunächst als jüdisches Kulturhaus, bevor es 1956 in eine Spielstätte des Staatstheaters Niederschlesien umgewandelt wurde. Ab 1. September 1964 wurde das Theater als „Dramatisches Staatstheater“ eine eigenständige Institution.

### 1957–1960: Jan Orszy
Die ersten Jahre 1957–1960 unter der Leitung des Intendanten Jan Orszy waren durch Rivalitäten zwischen den Spielstätten in Wałbrzych und Jelenia Góra gekennzeichnet, die gemeinsam das „Dramatische Staatstheater Niederschlesien“ bildeten. Das Theater bot zu dieser Zeit ein weit gefächertes Repertoires ohne eine deutliche künstlerische Ausrichtung.

### 1964–1967: Bronislaw Orlicz
Bronislaw Orlicz begann seine Amtszeit mit einer Aufführung von „Zemsta“ von Aleksander Fredra und orientierte sich in der Folge am klassischen Kanon ohne größere Experimente beim Repertoire einzugehen.

### 1967–1970: Celestyn Skołuda
Unter Skołuda wurde eine Mischung aus großen Dramen und selten aufgeführten „Fundstücken“ aufgeführt. Eine Mischung, die weder die Wałbrzycher Öffentlichkeit noch die Kritik überzeugen konnte.

### 1970: Adolf Chronicki
Adolf Chronicki stellte die Verbesserung der künstlerischen Möglichkeiten des Ensembles in den Mittelpunkt seiner Arbeit, überforderte dieses aber zu Beginn seiner Amtszeit mit einem sehr ambitionierten Repertoire. In der Folge wurde das Repertoire vereinfacht. Neben dem normalen Theaterbetrieb wurden auch Bildungsveranstaltungen angeboten, z. B. eine populärwissenschaftliche Veranstaltungsreihe über die russische Dramatik. 
Das Angebot passte allerdings insgesamt nicht zu den Erwartungen des Publikums, so dass das Theater mit sinkenden Zuschauerzahlen zu kämpfen hatte.

### 1975–1976: Alexander Strokowski
Strokowski etablierte in Wałbrzych ein politisches Theater, wobei er die Klassiker als „universellen Schlüssel“ zu zeitgenössischen Fragestellungen interpretierte.

### 1977–1981: Andrzej Maria Marczewski
Mit Marczewski übernahm ein junger ambitionierter Regisseur die künstlerische Leitung des Theaters, der den Schwerpunkt des Repertoires erstmals auf zeitgenössische Stücke legte.
Er realisierte eine eigene „Handschrift“ die geprägt war von einem aggressiven, von der Kritik als „expressionistisch“ bezeichneten Regiestil.

### 1981–1982: Maciej Dzienisiewicz
Dzienisiewicz entfernte sich vom Regietheater und wollte den Schauspieler in den Mittelpunkt des Theaters stellen. Schwerpunkt des Repertoires waren Komödien.

### 1982–1989: Waldemar Stasicki
Stasicki präferierte das moderne Theater allerdings mit einem weniger avantgardistischen Ansatz als Marczewski. Gegen Ende seiner Amtszeit litt das Theater unter einem sehr knappen Budget. Zudem musste das Gebäude dringend renoviert werden und war dadurch einige Zeit nicht bespielbar, so dass die Kompanie eineinhalb Jahre auf Tournee ging.

### 1989–2000: Wlodzimierz (Wowo) Bielicki
Auch unter Bielicki setzten sich die Budgetschwierigkeiten fort. Bielicki regierte, indem er sein Augenmerk darauf richtete, das Repertoire für ein breites Publikum anzupassen. Mit einem „leichteren“, sehr vielseitigen Repertoire und sehr vielen Premieren sollten die Einnahmen gesteigert werden.

### 2000–2002: Krzysztof Kopka
Unter der Führung von Kopka begann das Theater Wałbrzych eine intensive Zusammenarbeit mit der dem Theater Legnica, das als eines der besten Theater in Polen galt. Das Theater und das Ensemble konnten sehr von dieser Zusammenarbeit profitieren.

### 2002–2008: Piotr Kruszczyński
Die Amtszeit von Piotr Kruszczyński markiert einen Wendepunkt für das Theater in Wałbrzych. Der Intendant hatte sich von Anfang an die Wiederbelebung des Theaters zur Aufgabe gemacht, und tatsächlich erlebte das Haus nach 40 Jahren seines Bestehens eine Renaissance. Unter der Leitung von Kruszczynski und der Geschäftsführerin Danuta Marosz, die ebenfalls 2002 ihr Amt antrat, wurde das Theater zum Ort eines mutigen Dialogs mit dem Publikum über die Wałbrzycher Lebensrealität und machte diese Umstände zum Gegenstand der Inszenierung. Im Mittelpunkt des Interesses standen „der moderne Pole“, seine Lebensumstände der „modernen Polen“ und seine Reaktion auf die gesellschaftlichen Veränderungen.
In dieser Zeit feierten in Wałbrzych eine große Zahl von jungen Künstlern ihr Debüt, die später die Theaterszene in Polen prägten (Maja Kleczewska, Karina Piwowarska, Jan Klata, Artur Tyszkiewicz, Arkadiusz Tworus, Michał Walczak). Zum ersten Mal fanden in Wałbrzych Uraufführungen statt. Gleichzeitig wurde die Präsenz des Theaters auf Festivals intensiviert.
Die konsequente Ausrichtung auf neue Stücke und aktuelle Themen führten nicht nur zu einem intensiven Dialog mit dem Publikum, sondern auch zu einem enormen Echo der Theaterkritik.
Piotr Kruszczynski hat das Theater Wałbrzych zu einer der wichtigsten Bühnen in Polen entwickelt, auch wenn das heimische Publikum der radikalen Neuausrichtung durchaus skeptisch gegenüberstand.

### 2008–2013: Sebastian Majewski
Sebastian Majewski trat 2008 das Amt des künstlerischen Leiters an. Majewski hatte bereits zuvor intensiv mit Jan Klata zusammengearbeitet und setzte die Arbeit mit jungen Autoren und Regisseuren fort. Prägende Künstler in seiner Amtszeit waren Natalia Korczakowska (Regie), Krzysztof Garbaczewski (Regie) und weiterhin Monika Strzepka und Pawel Demirski (Autoren / Regisseure). Majewski etablierte in Wałbrzych ein radikal progressives Theater. Unter anderem entstanden die Zyklen „Kennen wir! Kennen wir!“ und die Fortsetzung „Kennen wir! Kennen wir zum Quadrat!“ mit Adaptionen berühmter Kinofilme sowie „Das mögen wir! Das mögen wir!“ über triviale Genres.
Das Programm umfasste auch Bildungsangebote für junge Theaterzuschauer wie Lesungen, Dialoge mit Theaterschaffenden und einen wöchentlichen „ambitionierten Film am Donnerstag“ mit anschließender Diskussion.

### Seit 2013: Piotr Ratajczak
Seit der Spielzeit 2013/14 ist Piotr Ratajczak künstlerischer Leiter des Theaters Wałbrzych.

## Initiativen
- Die Jugendgruppe Theaterschatten führt Theaterwerkstätten durch und gibt die Zeitung Nieregularnik Teatralny (etwa Theatralische Unregelmäßigkeit) heraus.
- Unter dem Titel Musikalisches Foyer werden Liederabende angeboten.
- Einmal im Jahr findet seit 2003 unter dem Titel Wałbrzyskie Fanaberie Teatralne (Wałbrzycher Theaterflausen) ein Festival statt, dass dem Publikum einen Querschnitt der aktuellen polnischen Theaterszene vorstellt.
- Die Dramaturgietage bieten ein Forum für junge Theaterkünstler aus Polen und Europa, die ihre Inszenierungen und Stücke vorstellen.
- Die fünftägige Re-Presentation bietet dem Publikum die Möglichkeit, alle Inszenierungen einer Spielzeit innerhalb einer Woche anzuschauen.